# Громаков, Иван Семёнович
Иван Семёнович Громаков (25 декабря 1930 года — 23 октября 2009 года) — советский разведчик, генерал-майор госбезопасности, Главный резидент КГБ СССР—СВР РФ в Вашингтоне (1987—1993).

## Биография
Родился в 1930 году в Смоленской области в крестьянской семье.
В  1941 году во время немецкой оккупации, его родители погибли. С 1942 года с 12-ти лет участвовал в Великой Отечественной войне в составе разведроты Особого партизанского полка действовавшего в Смоленской области. С 1943 года служил в инженерной разведкоманде 12-го Отдельного железнодорожного мостового батальона, воевал на Западном, Ленинградском, Карельском и Прибалтийском фронтах, был ранен. 
В 1944 году был  демобилизован. С 1946 года  на комсомольской работе — секретарь комитета ВЛКСМ совхоза, заведующий отделом  райкома и  инструктор Ставропольского крайкома ВЛКСМ.
С 1950 года — в РККА, комсорг  22-го гвардейского отдельного артдивизиона 4-го гвардейского кавалерийского корпуса. С 1953 года после окончания Военного института иностранных языков работал в военной прокуратуре и в Особом отделе КГБ СССР 8-й ГА ГСВГ.
С 1964 года после окончания Высшей разведывательной школы и заочно немецкого отделения Московский государственный институт иностранных языков им. М. Тореза, работал во внешней разведке. С 1965 года заместитель резидента КГБ СССР в Аддис-Абебе. С 1969 года заместитель начальника отдела ПГУ КГБ при СМ СССР. С 1971 года заместитель главного резидента КГБ СССР в Вашингтоне по линии «ПР» (политическая разведка). С 1977 года — заместитель резидента КГБ СССР в Бонне. С 1982 года — начальник 4-го (немецкого) отдела ПГУ КГБ СССР. С 1987 по 1993 годы главный резидент КГБ СССР—СВР РФ в Вашингтоне. 
C 1994 года в отставке, жил в Москве. Умер 23 октября 2009 года.

## Награды

### Ордена
- Орден Красного Знамени
- Орден Трудового Красного Знамени
- Орден Дружбы народов
- Орден Отечественной войны 1-й степени

### Медали
- Медаль «За отвагу»
- Медаль «За боевые заслуги»
- Медаль «Партизану Отечественной войны» 1-й степени
- Медаль «Партизану Отечественной войны» 2-й степени
- Медаль «За победу над Германией в Великой Отечественной войне 1941—1945 гг.»

### Знаки отличия
- Почётный сотрудник госбезопасности